# Château Moosham
Le Château Moosham (en Allemand : Schloss Moosham) est un château situé à Unternberg dans le District de Tamsweg (Land de Salzbourg) en Autriche.

## Histoire
Mentionné dès 1191, il appartient en 1285 aux archevêques de Salzbourg. Au XIVe siècle, il devient le siège du burgrave provincial. En 1577, l'archevêque Leonhard von Keutschach étend la forteresse médiévale.
Après Hieronymus von Colloredo-Mannsfeld, le château tombe plus ou moins à l'abandon avant d'être acheté en 1886 par Johann Nepomuk Wilczek.

## Aujourd'hui
Entreprise familiale, il est ouvert au public et propose une vaste collection d'art, comme une partie des œuvres conservées par le comte Wilczek, ainsi que des instruments de torture de l'époque de la chasse aux sorcières.

## Autres
- Le téléfilm Les contes de Grimm : Le nain Tracassin y a été tourné.
- Cecil Taylor y a enregistré son album Air Above Mountains (Buildings Within) (de) en 1976.

## Galerie

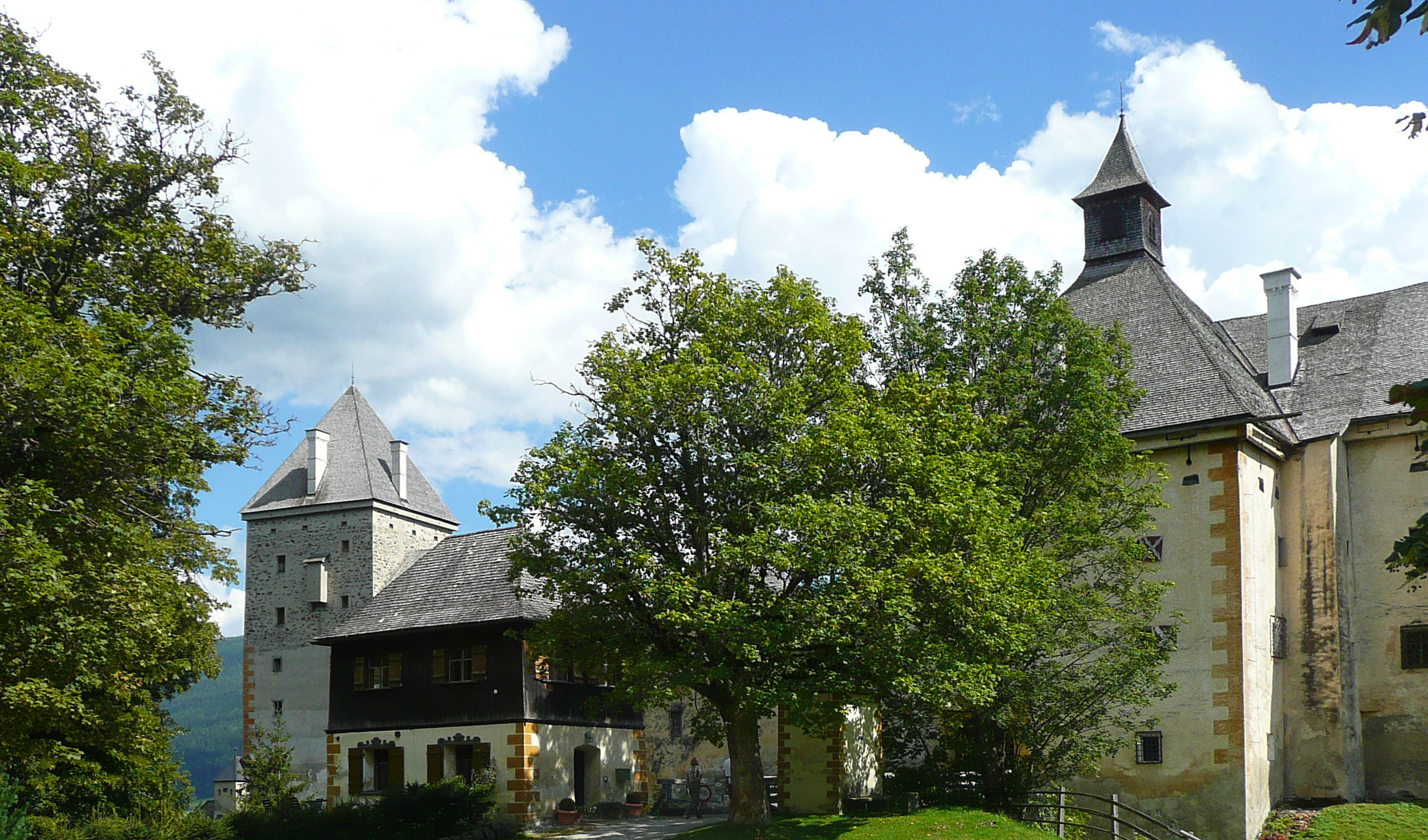
Entrée du château.
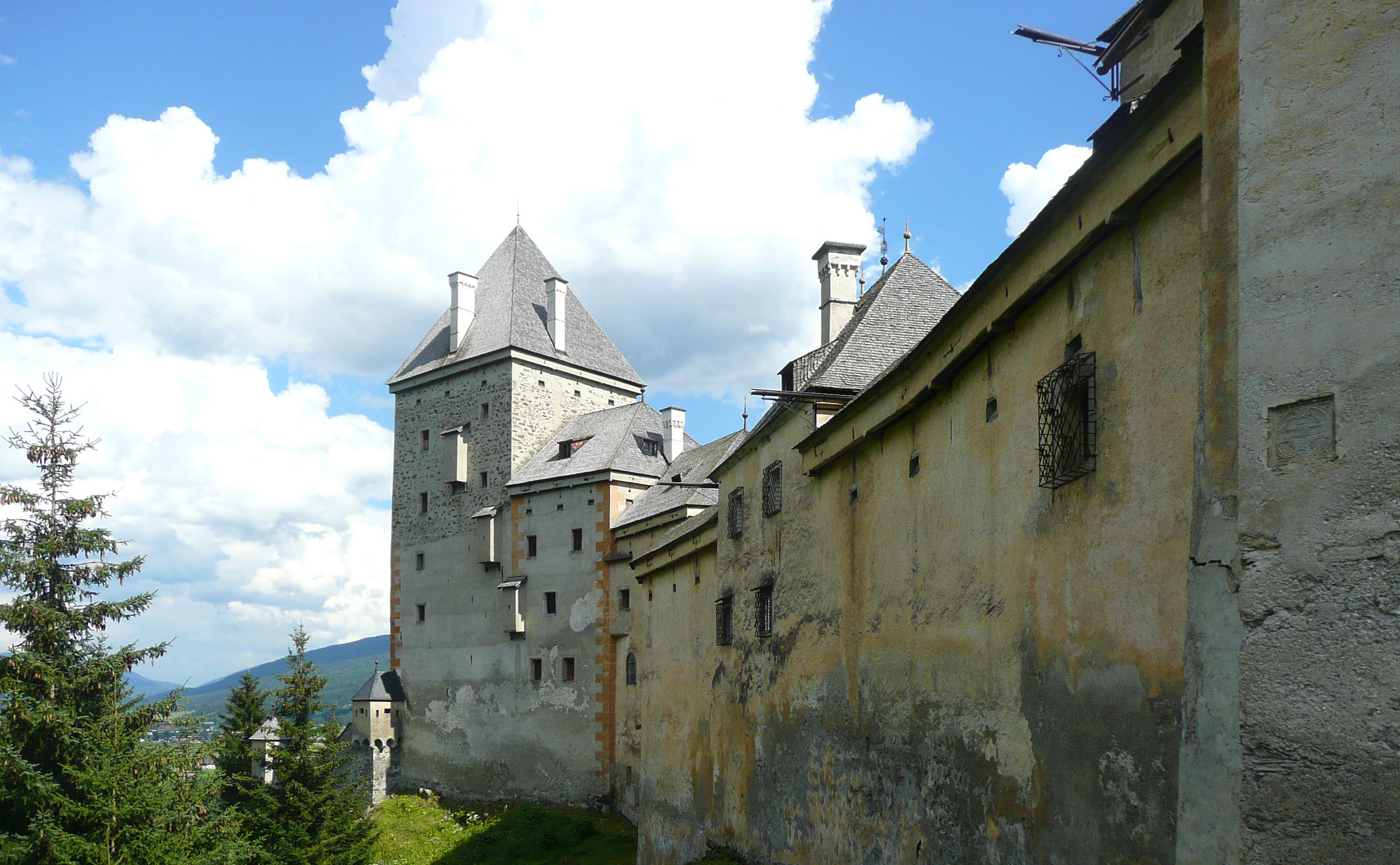
Vue du château.
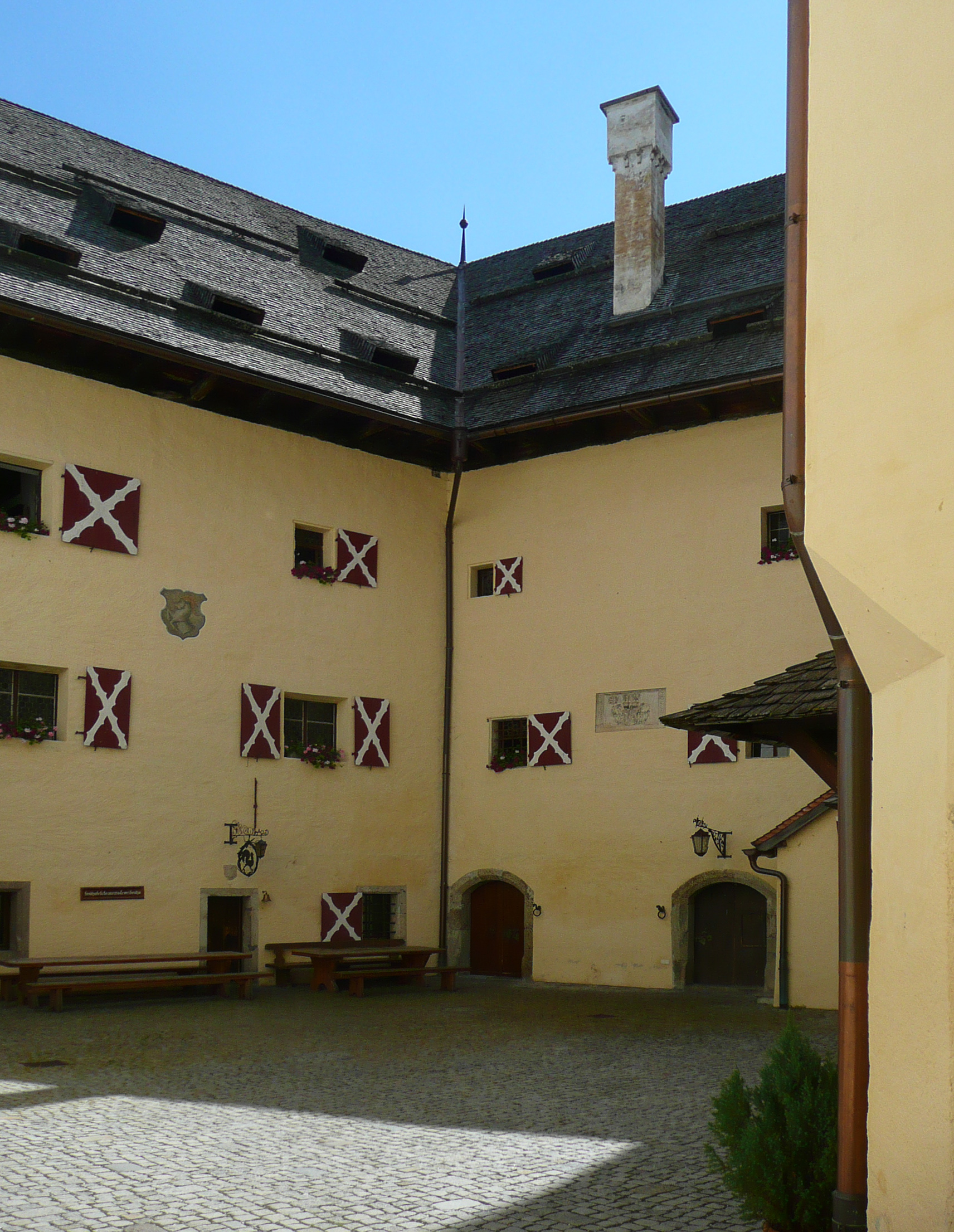
Patio.

## Biographie
- Die mittelalterlichen Glasgemälde in Salzburg, Tirol und Vorarlberg, 2007, p. 9 Lire en ligne